# Neuville-en-Ferrain
Neuville-en-Ferrain település Franciaországban, Nord megyében. Lakosainak száma 10 125 fő (2022. január 1.). Neuville-en-Ferrain Halluin, Tourcoing, Roncq és Mouscron községekkel határos.

## Népesség
A település népességének változása:
| Lakosok száma | 10 294 | 10 434 | 10 439 | 10 284 | 10 231 | 10 264 | 10 126 | 10 160 | 10 125 |
|               | 2013   | 2015   | 2016   | 2017   | 2018   | 2019   | 2020   | 2021   | 2022   |